# Джойс, Джеймс
Джеймс Ога́стин Алои́шес Джойс (англ. James Augustine Aloysius Joyce; 2 февраля 1882 года — 13 января 1941 года) — ирландский писатель, журналист и учитель, поэт, представитель модернизма.

## Биография
Джеймс Джойс родился в Ратгаре, застроенном георгианскими домами районе в южной части Дублина, в большой семье Джона Станисласа Джойса и Мэри Джейн Марри. Неудачное ведение дел почти разорило его отца, который вынужден был неоднократно менять профессию. Семья несколько раз переезжала из одного района Дублина в другой. Джеймсу удалось получить неплохое образование, однако нищета и неустроенность жизни в юности навсегда остались в памяти, что отчасти нашло отражение в его произведениях. Сам Джойс часто проводил биографические аналогии с главным героем некоторых своих работ и одним из главных персонажей романов «Портрет художника в юности» и «Улисс» Стивеном Дедалом.
В возрасте 6 лет Джойс поступил в иезуитский колледж Клонгоуз Вудс в Клейне, а затем, в 1893 году — в дублинский колледж Бельведер, который окончил в 1897 году. Через год Джеймс поступил на учёбу в дублинский университет (так называемый Университетский колледж), который окончил в 1902 году.

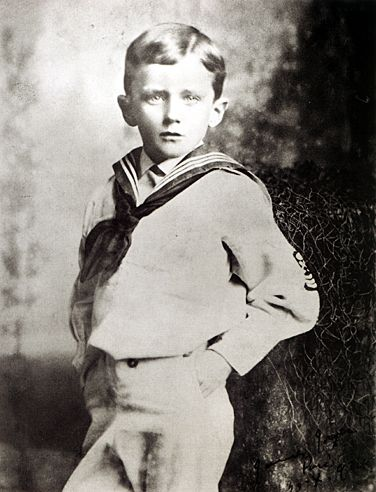
Джеймс в возрасте 6 лет

В 1900 году в дублинской газете «Двухнедельное обозрение» вышла первая публикация Джеймса Джойса — эссе о пьесе Ибсена «Когда мы, мёртвые, пробуждаемся». В то же время Джойс начал писать лирические стихотворения. С 1916 года публиковался в литературном американском журнале «Литтл Ревью», основанном Джейн Хип и Маргарет Андерсон.
В возрасте 20 лет Джойс уехал в Париж. Это был его первый отъезд на континент, где, ввиду финансовых проблем, он, как когда-то его отец, часто менял профессии. Он работал журналистом, учителем и т. д. Через год после того, как он приехал во Францию, Джойс получил телеграмму о том, что его мать находится в тяжёлом состоянии, и вернулся в Ирландию. После смерти матери в 1904 году Джойс опять покинул родину (поселившись в Триесте), на этот раз вместе с горничной Норой Барнакл, на которой впоследствии (через 27 лет) женился. 26 июля 1907 года у них родилась дочь Лючия Джойс.
Незадолго до начала Первой мировой войны Джойс с супругой перебрались в Цюрих, где он начал работать над романом «Портрет художника в юности», а позже и над первыми главами «Улисса». Путешествуя по Европе, Джойс писал стихи. Некоторые произведения были опубликованы в антологиях имажизма. Он также продолжал работать над «Улиссом» — романом, который впервые увидел свет не на родине писателя (где был опубликован только в 1933 году), а во Франции. Это наиболее известное произведение Джойса, где автор на 600 страницах повествует об одном дне (16 июня 1904 года) дублинского еврея Леопольда Блума. Несмотря на то, что «Улисс» создавался за границей, по этой книге, как утверждал сам Джойс, «можно было бы восстановить Дублин в случае его разрушения». День 16 июня отмечается почитателями Джойса во всём мире как Блумсдэй (Bloomsday).
В Париже Джеймс Джойс начал работу над своим последним масштабным произведением — романом «Поминки по Финнегану», опубликованном в 1939 году. Этот сложный экспериментальный роман, однако, не был достаточно хорошо принят публикой, и до сих пор остаётся книгой «для специалистов», в отличие от более ранней книги новелл Джойса «Дублинцы», считающейся теперь образцовой книгой этого жанра. Популярен ныне также его ранний роман «Портрет художника в юности».

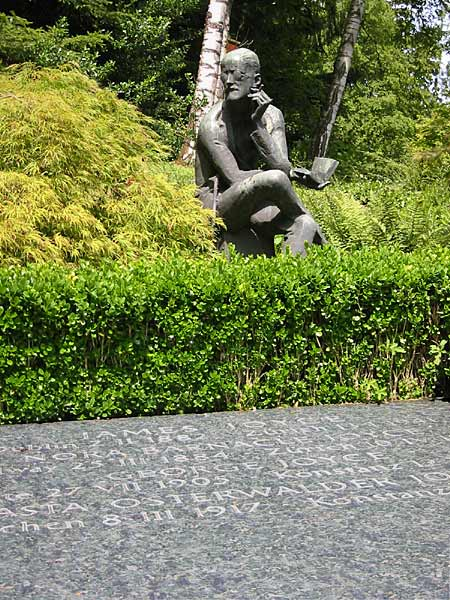
Могила Джеймса Джойса в Цюрихе

После поражения Франции и оккупации части её территории немецкими войсками в начале Второй мировой войны Джойс вернулся в Цюрих. Он сильно страдал от последствий глаукомы. Здоровье его продолжало ухудшаться. 11 января он перенёс операцию в связи с прободной язвой, и 13 января 1941 года умер.
В 2000 году вышел художественный фильм «Нора» о жизни Джеймса Джойса и его встрече с Норой Барнакл.
Потомком Джеймса Джойса является американский писатель Уильям Джойс.

## Влияние
Джойс в значительной степени повлиял на мировую культуру. Он и в наше время остаётся одним из самых широко читаемых англоязычных прозаиков. В 1998 году издательство Modern Library составило список «100 лучших романов Новейшей библиотеки», в который попали все три романа Джеймса Джойса: «Улисс» (номер 1 в списке), «Портрет художника в юности» (номер 3) и «Поминки по Финнегану» (номер 77). В 1999 году журнал «Time» включил писателя в список «100 героев и кумиров XX века», сказав, что Джойс осуществил целую революцию. Улисс был назван «демонстрацией и подведением итога под всем современным движением модернизма».
17 марта 2008 года в Москве в саду Государственной библиотеки иностранной литературы был открыт памятник Джеймсу Джойсу. Проект памятника принадлежит скульптору Михаилу Яковлеву.
Влияние Джойса вышло за рамки литературы. Фраза-крик «Three Quarks for Muster Mark» (обычно переводится как «Три кварка для Мастера [Мюстера] Марка!») из романа «Поминки по Финнегану» считается источником для возникновения физического термина кварк, предложенного в 1963 году Мюрреем Гелл-Манном.
Творчество Джойса оказало сильное влияние на Сэмюэля Беккета, Хорхе Луиса Борхеса, Фланна О’Брайена, Салмана Рушди, Роберта Антона Уилсона, Джона Хойера Апдайка и Джозефа Кэмпбелла.
Некоторые исследователи испытывают смешанные чувства к работам Джойса, восхваляя одни и ругая другие. В частности, Владимир Набоков, неизменно высоко оценивал роман «Улисс», считая при этом «Поминки по Финнегану» творческой неудачей: «„Улисс“ возвышается надо всем, что написано Джойсом, и в сравнении с благородной изысканностью, с невероятной ясностью мысли и прозрачностью этой вещи неудавшиеся „Поминки по Финнегану“ — это какая-то бесформенная серая масса подложного фольклора, не книга, а остывший пудинг, непрекращающийся храп из соседней комнаты, особенно невыносимый при моей бессоннице. К тому же я никогда не терпел региональной литературы с её чудными архаизмами и подражательным произношением. За фасадом „Поминок по Финнегану“ скрывается весьма серый и вполне обыкновенный доходный дом, и только нечастые проблески божественной интонации изредка ещё расцвечивают безжизненный пейзаж этой вещи» (из интервью Альфреду Аппелю, 1966 г.).
Вопрос не о влиянии, а о параллелях между романами Джеймса Джойса и «Книгой непокоя» Фернанду Пессоа обсуждался исследователями с 1988 года. Бартоломью Риан (Bartholomew Ryan) находит ряд схожих черт в литературном процессе и взглядах на искусство, родственность мировоззрений двух прославленных модернистов XX века.
С середины 1980-х и до 1 января 2012 года, когда работы Джойса вышли в общественное достояние, наследием Джойса управлял его внук.
В 1932 году московский «Международный союз революционных писателей» направил Джойсу анкету с вопросом: «Какое влияние на Вас как на писателя оказала Октябрьская революция, и каково её значение для Вашей литературной работы?». Письмо было подписано секретарём Союза Романовой. Джойс ответил через своего секретаря, бывшего белогвардейца Пола (Павла Леопольдовича) Леона, следующим письмом:
«Милостивые государи, мистер Джойс просит меня поблагодарить вас за оказанную ему честь, вследствие которой он узнал с интересом, что в России в октябре 1917 г. случилась революция. При ближайшем рассмотрении, однако, он выяснил, что Октябрьская Революция случилась в ноябре указанного года. Из сведений, покуда им собранных, ему трудно оценить важность события, и он хотел бы только отметить, что, если судить по подписи вашего секретаря, изменения, видимо, не столь велики».

## Основные произведения
- «Эпифании» (Epiphanies) 1901—1903

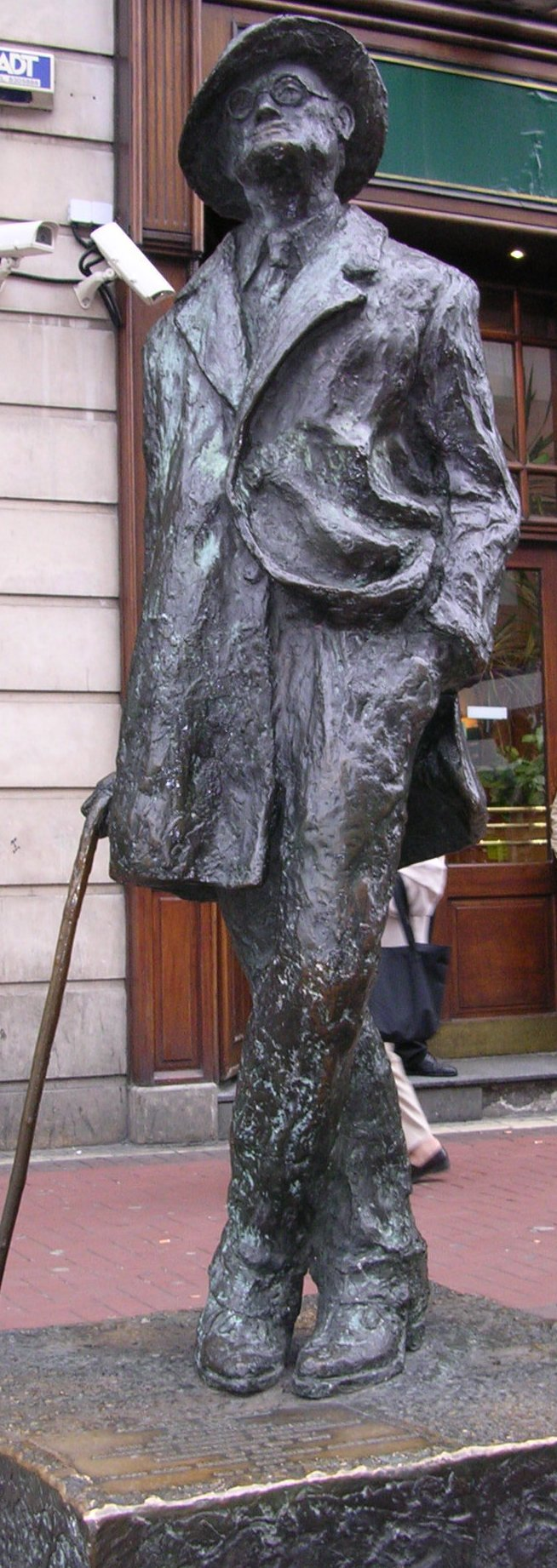
Статуя Джеймса Джойса в Дублине на улочке Норт-Эрл-стрит

- «Камерная музыка» (Chamber Music) 1902—1906
- «Портрет художника» (A Portret of the Artist) 7 января 1904.
- «Святая контора» (The Holy Office) 1904
- «Дублинцы» (Dubliners) 1904—1914
- «Газ из горелки» (Gas From A Burner) 1912, сентябрь
- «Джакомо Джойс» (Giacomo Joyce) 1911—1914 (опубликовано посмертно)
- «Герой Стивен» (Stephen Hero) [позже переработан в роман «Портрет художника в юности»]
- «Портрет художника в юности» (A Portrait of the Artist As a Young Man) 1907—1914
- «Изгнанники» (Exiles) 1914—1915
- «Улисс» (Ulysses) 1914—1921
- «Пенни за штуку[англ.]» (Pomes Penyeach) 1927
- «Се, дитя» (Ecce Puer) 1932
- «Поминки по Финнегану» (Finnegans Wake) 1922—1939
- «Кошка и чёрт» (The Cat and the Devil) 1936 (письмо внуку; опубликовано посмертно)

### Улисс
«Ули́сс» (англ. Ulysses) — второй (и наиболее известный) роман Джеймса Джойса. Роман создавался на протяжении 7 лет; публиковался частями в американском журнале «The Little Review» с 1918 по 1920 гг. и был издан полностью во Франции 2 февраля 1922 года. На родине писателя роман впервые был издан в 1939 году.
Перед публикацией отдельные отрывки печатались в чикагском журнале The Little Review; в частности, был опубликован «эпизод Навсикаи», описывающий сцену мастурбации, и экземпляры журнала с этой главой были разосланы потенциальным подписчикам. Сцену прочла девушка неизвестного возраста, которая была потрясена; была подана жалоба прокурору Манхэттена. Журнал можно было приобрести в книжных магазинах Нью-Йорка, и его издатели содержали в городе офис, что позволило рассматривать в Нью-Йорке дело. Издатели Маргарет Каролин Андерсон и Джейн Хип не могли утверждать, что глава вырвана из контекста, так как была напечатана только она; они были признаны виновными и оштрафованы, что привело к отказу от публикации «Улисса» в США в последующие 10 лет. В США прошёл суд (и апелляция), в рамках которого книга в итоге была признана не порнографичной. Решение судов обеих инстанций в целом постановило, что 1. должна рассматриваться вся работа целиком, а не её отрывки; 2. должно рассматриваться влияние на среднего человека, а не на впечатлительного, 3. рассмотрение должно идти с точки зрения стандартов современного общества. Эти принципы в конечном счёте вошли в прецедентную практику Верховного суда США.
Решение было телеграфировано Джойсу в Париж; тот, признавая успех, саркастично высказывался, что в Ирландии книга не увидит свет без цензуры ещё тысячу лет (в действительности первая британская публикация случилась в 1936 году).
Блу́мсдэ́й, День Блу́ма (англ. Bloomsday, ирл. Lá Bloom) — праздник, отмечаемый поклонниками Джойса 16 июня. В рамках праздника по всему миру проходят чтения романа, а в Дублине празднующие проходят маршрут героев произведения, Блума и Стивена. На улицах города можно найти памятники, посвящённые роману, и таблички, указывающие, где именно проходили пути героев. Энтузиасты обряжаются в костюмы той эпохи, заказывают блюда, как в романе — жареные бараньи почки, стаканчик бургундского, бутерброд с итальянским сыром.
16 июня 1904 года состоялось первое свидание Джойса и его будущей жены (с 1931) Норы Барнакл, горничной отеля Finn’s Hotel, поэтому писатель решил увековечить этот день в своём произведении.
В письме Норе от 3 декабря 1909 года Джойс так описывает эту встречу:

 Ведь это ты, бесстыдница, вредная девчонка, сама первая пошла на всё. Не я начал первый трогать тебя тогда в Рингсенде. Это ты скользнула рукой мне в брюки ниже, всё ниже, потом отвела тихонько рубашку, дотронулась до моего кола щекочущими длинными пальцами и, постепенно, взяла в руку целиком, он был толстый, твёрдый, и начала, не торопясь, действовать, пока я не кончил тебе сквозь пальцы, и всё это время глядела на меня, наклонясь, невинным и безмятежным взглядом.

### Поминки по Финнегану

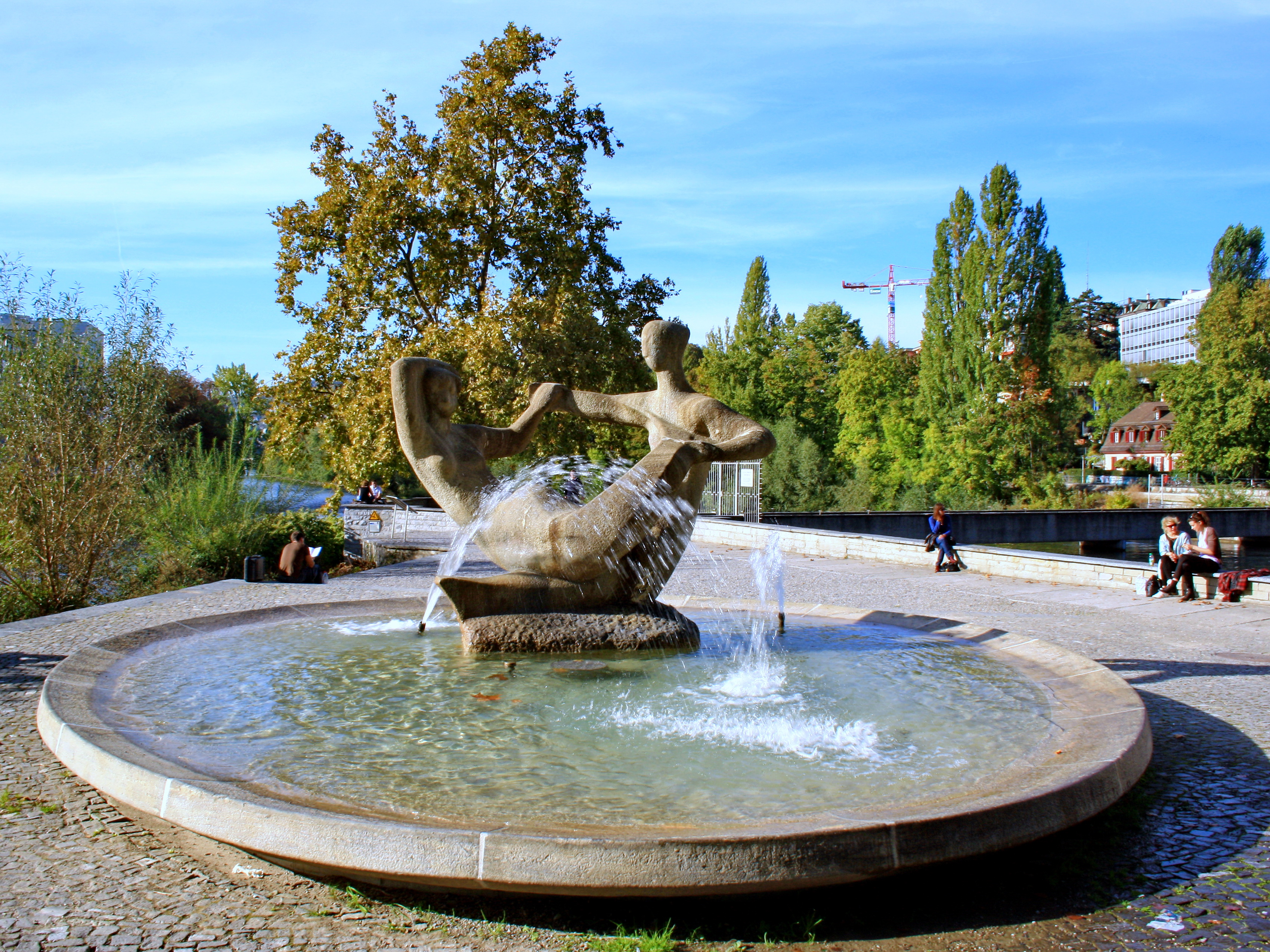
Фонтан Джеймса Джойса в Цюрихе

«Поминки по Финнегану» (Finnegans Wake) — экспериментальный «словотворческий, мифологический и комический» роман, над которым полуослепший автор работал в Париже в течение 16 лет (начал работу 10 марта 1923 года). Увидел свет при жизни автора в 1939 году и вызвал крайне неоднозначную реакцию в литературном сообществе.
Своеобразным «продолжением» книги является повесть американского фантаста Филипа Фармера «Обладатели пурпурных купюр» (англ. Riders of the Purple Wage; 1967).

## Издания на русском языке
- Джойс Д. Портрет художника в юности = A portrait of the artist as a young man / Пер. с англ. и предисл. В. С. Франка; Вступит. ст. Д. Т. Феррела. — Napoli: Ed. Scientifiche Italiane, [1968] — XXIII, 367 c.
- Джойс Д. Улисс. Роман / Пер. с англ. В. Хинкиса, С. Хоружего; коммент. С. Хоружего. — М.: Республика, 1993. — 671 с. ISBN 5-250-02181-6.
- Джойс Д. Портрет художника в юности. Роман / Пер. с англ. М. П. Богословской-Бобровой; комментарии Е. Ю. Гениевой // Иностранная литература. — 1976. — № 10. — С. 171—198; 1976. — № 11. — С. 119—174; 1976. — № 12. — С. 139—182.
- Джойс Д. Собрание сочинений в 3 т. Том 1. Дублинцы: Рассказы. Пер. с англ. под ред. И. А. Кашкина; Портрет художника в юности. Роман / Пер. с англ. М. П. Богословской-Бобровой. — М.: ЗнаК, 1993. — 448 с. ISBN 5-8350-0035-9 (т. 1); Том 2. Улисс. Роман. Части I—II. Пер. с англ. В. Хинкиса, С. Хоружего. — М.: ЗнаК, 1994. — 608 с. ISBN 5-8350-0035-9 (т. 2); Том 3. Улисс. Роман. Часть III. Пер. с англ. В. Хинкиса, С. Хоружего; коммент. С. Хоружего; «Улисс» в русском зеркале. — М.: ЗнаК, 1994. — 608 с. ISBN 5-8350-0035-5 (т. 3).
- Джойс Д. Избранное: Сборник: Из сборника «Дублинцы»; Портрет художника в юности. Роман; «Улисс». Главы из романа; Приложение: Утро м-ра Блума; Похороны Патрика Дигнэма; Сирены; Джакомо Джойс / Пер. с англ. / Сост. К. Н. Атаровой. — М.: ОАО Издательство «Радуга», 2000. — 624 с. — (Серия «Мастера современной прозы. Ирландия») ISBN 5-05-005113-4.
- Джойс Д. Дублинцы. Рассказы; Джакомо Джойс. Эссе; «Русская одиссея» Джеймса Джойса / Пер. с англ.; Сост. и предисл. Е. Ю. Гениевой и Ю. А. Рознатовской. — М.: Вагриус, 2007. — 400 с. (К 125-летию Джеймса Джойса, 1882—1941) ISBN 978-5-9697-0426-8.